# Fallout 3
Fallout 3 — компьютерная игра в жанре Action/RPG с открытым миром, пятая игра в серии Fallout. Была разработана компанией Bethesda Game Studios и издана Bethesda Softworks и ZeniMax Media. Fallout 3 вышла для игровых приставок Xbox 360 и PlayStation 3, а также для PC-совместмых компьютеров под управлением Microsoft Windows. Выход игры состоялся 28 октября 2008 года в США, 30 октября в Европе и Австралии и 4 декабря в Японии. Локализация игры в России осуществлена компанией 1С. В течение 2009 года были выпущены пять дополнений к игре, на русском языке изданы компанией 1С.
Действие Fallout 3 происходит в том же постапокалиптическом мире, что и в других частях серии Fallout, в 2277 году — спустя 200 лет после ядерной войны 2077 года. Как и в предыдущих играх серии, в Fallout 3 фигурирует сеть подземных убежищ, построенная корпорацией Vault-Tec, как заявлялось, для спасения некоторой части населения Америки от последствий войны. Главный герой игры, Одинокий странник, провел детство в изолированном от окружающего мира убежище № 101 близ Вашингтона, столицы США. Когда его отец неожиданно покидает убежище, Одинокий странник отправляется на его поиски. Разрушенный ядерной войной Вашингтон и его окрестности представляют собой открытый мир, по которому игровой персонаж может путешествовать свободно, самостоятельно находя новые интересные места и задания. В отличие от предыдущих игр серии, Fallout 3 даёт игроку возможность управлять персонажем с видом от первого лица в реальном времени, и игра содержит элементы шутера; особая «система V.A.T.S.» позволяет приостанавливать бой, чтобы выбрать для атаки конкретного противника и конкретную часть тела. По мере получения очков опыта игрок может повысить характеристики персонажа и открыть для него новые способности, тем самым облегчая для себя исследование мира.
После релиза Fallout 3 получила исключительно положительные отзывы критиков и ряд наград «Игра года» от различных изданий, и в последующие годы Fallout 3 включали в списки лучших игр в истории. Особых похвал критиков удостоились открытый мир игры и гибкая система развития персонажа; при этом обозреватели указывали на технические ошибки, особенно болезненные в версиях для игровых консолей. Игра пользовалась огромным коммерческим успехом; лишь в первый месяц после выхода было продано 610 тысяч копий игры, и к 2015 году совокупные продажи Fallout 3 на всех платформах превысили 12,4 миллиона копий. В некоторых странах, как Австралия, Индия и Япония, игра была подвергнута самоцензуре по различным причинам, будь то изображение в игре употребления наркотиков или ядерного оружия.

## Игровой процесс

### Общая информация
Игровой процесс Fallout 3 характерен для своего жанра. В однопользовательском режиме игрок управляет Протагонистом в режиме от первого или от третьего лица, взаимодействует с различными персонажами и активными объектами, ведёт боевые действия с оружием или без него, в некоторых случаях разгадывает загадки. Открытый игровой мир представлен в виде одной большой локации, на которой попадаются локации меньших размеров (помещения, туннели, другие острова, города и даже космос).
Жестокая послевоенная реальность требует постоянного принятия игроком решений в пользу добра или зла, с учётом того, что соблюдать моральные и этические принципы в постапокалиптическом обществе очень сложно. Собственно стиль прохождения и концовка игры в значительной степени зависят от баланса «плохих» и «хороших» поступков главного героя. В игре широко реализована диалоговая функция с персонажами (включая собаку), от результата которых меняется порядок прохождения игры.
Сама игра насыщенна элементами ретрофутуризма, основанного на представлении о будущем американцев 1950-х, доставшегося ей ещё от первых частей, в частности играет популярная музыка того времени, люди одеваются в одежду той эпохи, внешний вид роботов и брони схож с тем, что можно увидеть в иллюстрациях фантастов 1950-х годов. Перекочевал в игру и главный страх того времени — страх перед ядерной войной, когда простые мирные граждане не без оснований боялись ядерного конфликта и последствий после него, а по всей стране строились противоатомные бомбоубежища.

### Основные параметры персонажей
Игра начинается с рождения главного героя. Сразу после рождения игрок определяет пол, имя, расу и внешность своего персонажа. Игрок может управлять своим персонажем в некоторые ранние промежутки жизни протагониста: когда ему исполняется 1 год, 10 и 16 лет. В это время игровой процесс проходит в режиме обучения и ограничен некоторой частью убежища. По достижении 19 лет главный герой уходит из Убежища, в этот момент игрок может изменить любые настроенные до этого параметры своего персонажа. После выхода из Убежища протагонисту становится доступной бо́льшая часть игрового мира.
Персонажи Fallout 3 имеют гибкую систему настройки лиц, в которой используется технология FaceGen. Персонажи-люди различаются как по расе (технически «гуль» — отдельная человеческая раса, используемая игровым движком для изображения разумных гулей), так по чертам лица, по его возрасту и по цвету кожи всего тела. Игрок самостоятельно настраивает своего персонажа в момент его рождения; также лицо главного героя может быть изменено у пластических хирургов.
В игре присутствует традиционная для серии игр «Fallout» система базовых параметров всех персонажей (в том числе и мобов) «SPECIAL», определяющая развитость основных параметров и влияющая на навыки персонажей. SPECIAL определяет силу, восприятие, выносливость, харизму, интеллект, ловкость и удачу персонажа по десятибалльной шкале. Игрок настраивает свои параметры SPECIAL в возрасте одного года путём прочтения книги, распределяя некоторое постоянное количество очков между ними. В процессе игры главный герой может несколько раз добавить одно очко к определённому параметру SPECIAL при обретении некоторых перков и при нахождении некоторых пупсов (об этом ниже). Параметры SPECIAL влияют как на игровой процесс всех персонажей, так и на возможность получения главным героем новых перков.
Также среди параметров неигровых персонажей и главного героя можно отметить систему навыков, которая определяет такие способности, как уровень владения разными видами оружия, эффективность ремонта снаряжения и так далее. Во время прохождения игры главный герой зарабатывает очки опыта, которые требуются для получения новых уровней. По достижении такового игрок распределяет некоторое количество баллов (которое можно повышать одним из перков) между навыками, увеличивая их значения (максимум для каждого — 100). При получении каждого уровня игрок выбирает один из перков, которые значительно улучшают навыки или преподносят дополнительные способности.
В игре присутствуют 20 пупсов — статуэток корпорации Vault-Tec, которые можно найти на протяжении всей игры. 7 из них увеличивают значение определённого атрибута SPECIAL на 1, а 13 — определённые навыки на 10 %.
Жители Убежища носят на левой руке электронный аппарат Пип-Бой 3000. Он доступен главному герою по достижении 10-летнего возраста и превосходит по функционалу Pip-Boy 2000 из предыдущих частей. Pip-Boy 3000 имеет встроенный счётчик Гейгера. С помощью данного аппарата игрок может просматривать состояние здоровья своего персонажа, действующие на него эффекты, значения навыков, способностей, атрибутов, содержимое инвентаря, карты локаций, информацию о квестах и сохранённые заметки. Также Пип-Бой имеет встроенные радио и фонарь.

### Боевая система и V.A.T.S.
В Fallout 3 присутствует возможность вести вооружённые атаки по практически всем персонажам (кроме детей) в режиме реального времени с использованием или без использования различных видов оружия. Неигровые персонажи могут атаковать главного героя и друг друга в таком же режиме. Оружие, требующее боеприпасы, обладает ограниченной ёмкостью магазина, для перезарядки необходим промежуток времени.
В игре используется «Система автоматизированного наведения Vault-Tec», или V.A.T.S (англ. Vault-Tec Auto Targeting System), которая позволяет игроку определять очерёдность действий при стрельбе по врагам. В момент задействования V.A.T.S. игровое время приостанавливается и экран центрируется на персонаже-цели. Игрок имеет возможность выбрать части тела персонажа в том порядке, в котором главный герой произведёт выстрелы в следующий момент без участия игрока. При этом вероятность попадания в режиме V.A.T.S. может меняться в связи с различными факторами; при выборе частей тела противника на экране отображается прогнозируемая процентная вероятность попадания. Количество действий в режиме V.A.T.S., доступных игроку, ограничено количеством очков действия (ОД). Оно зависит от характеристик оружия и имеющихся у главного героя перков. На разные части тела может тратиться разное количество очков действия. При уменьшении количества очков действия данный показатель произвольно восстанавливается с течением времени. При стрельбе без использования V.A.T.S. часть урона также приходится на те части тела, которые были повреждены в результате атаки.
Критический удар — атака, в результате которой объекту наносится повышенный урон. Если после критической атаки огнестрельным оружием персонаж погибает, возможно отрывание его конечности или его обезглавливание; если критический удар проводится энергетическим оружием, противник может быть дезинтегрирован (например, превращён в вещество под названием «вязкая жижа»). Критический урон является случайным, за вероятность его появления отвечает навык «удача» персонажа, проводящего критический удар. Критический удар так же можно нанести, если противник не видит протагониста.
При наличии перка «Таинственный незнакомец» во время боя может появиться человек с заряженным «Магнумом» 44 калибра, который наносит значительный урон со стороны главного героя.
Практически все персонажи могут быть убиты. Некоторые сюжетно важные неигровые персонажи в случае потери всех очков жизни лишь теряют сознание на несколько секунд, после чего приходят в себя.
Убитых (в том числе дезинтегрированных) персонажей главный герой может обыскивать. Игроку доступен практически весь инвентарь персонажа-человека, части тела мутантов и некоторые технические детали роботов при обыске таковых.

### Оружие и костюмы

Паладин Братства Стали в силовой броне и с лазерной винтовкой в руках в трейлере игры

Игра предоставляет возможность сражения с персонажами при помощи кулаков, оружия и взрывчатки. За бой кулаками и кулачным оружием отвечает навык «Без оружия», за бой холодным — «Холодное оружие», за бой огнестрельным малого веса и размера (пистолеты, автоматы, ружья, винтовки и другое) — «Лёгкое оружие», за бой большого веса и размера (гранатомёты, миниганы, огнемёты и другое) — «Тяжёлое оружие», за бой лазерного и плазменного — «Энергооружие», за взрывчатку (мины и гранаты) — «Взрывчатка». Имеется возможность обезвреживать поставленные мины, подкладывать взрывчатку в инвентарь персонажей (с последующим взрывом). У большинства моделей оружия есть уникальная модификация, обычно наделённая какими-либо особыми способностями — повышенным уроном, прочностью и т. д. Некоторое оружие обладает эффектами.
Fallout 3 предоставляет широкий выбор костюмов. Практически все неигровые персонажи имеют собственные костюмы, которые могут варьироваться от довоенной одежды мирных граждан, обеспечивающей чрезвычайно слабую защиту от воздействия оружия, радиации и мутантов, до тяжёлых видов экипировки (например, силовая броня), обеспечивающих хорошую защиту. Уровень защиты определяется одним параметром: «сопротивляемость урону» (СУ). Головные уборы и шлемы в игре могут надеваться и сниматься независимо от большинства костюмов. В отдельную категорию можно выделить силовую броню, для ношения которой необходимо специальное обучение, после которого персонаж обретает способность «умение носить силовую броню». Некоторые элементы одежды в Fallout 3 обладают различными эффектами — такими как повышение или понижение каких-либо параметров SPECIAL или навыков, или определённой степенью защиты от радиации.
Всё оружие и костюмы при использовании изнашиваются и при отсутствии ремонта ломаются. С понижением качества оружия понижается наносимый им урон (и при перезарядке оружие может заклинить), а с понижением качества костюма — его сопротивляемость урону; при этом уменьшается стоимость оружия или костюма. Полностью сломанный предмет невозможно использовать, а при продаже он стоит 0 крышек. Как изношенный, так и сломанный предмет можно отремонтировать как самостоятельно с помощью частей другого подходящего предмета, так и у некоторых NPC, если они могут отремонтировать такой предмет. В обоих случаях уровень исправности предмета после ремонта зависит от навыка «Ремонт» персонажа, производящего ремонт.
Также есть возможность создавать своё собственное оружие из различных предметов, найденных на Пустошах. Для создания такого оружия требуются верстак, схема и нужные материалы. Оно обладает определёнными преимуществами по сравнению с другими видами оружия данного типа. Схемы могут находиться в определённых местах, продаваться у торговцев или быть наградой за квест. Количество найденных схем влияет на качество оружия или его количество (для взрывчатки).

### Здоровье персонажей, стимулирующие препараты, пища и напитки
В игре присутствуют различные эффекты, приводящие к понижению количества очков жизни персонажей. Урон может наноситься частям тела персонажа по отдельности. Существует как общий показатель здоровья персонажа, так и частные показатели для отдельных частей тела. Тело разных типов персонажей разделяется игровой механикой на несколько частей: например, у людей, гулей и супермутантов это голова, туловище, руки и ноги (левые и правые). Когда показатель здоровья части тела обнуляется, она травмируется, что вызывает негативные последствия (например, нарушение зрения из-за травмы головы или низкая скорость передвижения из-за травмы ноги). Кроме атаки оружием урон может быть получен из-за падения с большой высоты, от долгого нахождения под водой без кислорода и так далее. Здоровье неигровых персонажей и главного героя может быть восстановлено с помощью сна, стимулятора, пищи, воды, мини-больнички или с помощью врача.
На здоровье главного героя также влияют вторичные факторы. Главным из них является отравление радиацией, при критическом уровне которой в организме количество очков жизни главного героя начинает уменьшаться, что может закончиться смертью. Лучевая болезнь может быть исцелена антирадином, мини-больничкой или с помощью врача.
Количество очков жизни может быть пополнено также пищей и напитками. На пустошах можно найти готовые пищевые продукты, оставшиеся с довоенных времён, но они, как правило, радиоактивны и их срок годности давно истёк. Кроме того, в пищу годно мясо животных и мутантов, которое также радиоактивно. Реже встречаются свежие, не облучённые радиацией овощи, фрукты и готовая пища. При наличии определённого перка главный герой может употреблять в пищу и человеческое мясо, которое восстанавливает очки жизни, но в результате каждого такого пира герой теряет карму, и если его застукают, то могут счесть преступником и извращенцем. Для повышения здоровья также может использоваться обычная вода, которая в игре делится на радиоактивную и очищенную. Присутствуют безалкогольные напитки, повышающие здоровье или очки действий, — «Ядер-кола» и «Квантовая ядер-кола» соответственно.
В игре имеется серия стимулирующих (наркотических) препаратов, которые временно повышают сопротивляемость урону (Мед-X), наносимому персонажу, сопротивляемость радиации (Рад-X), величину наносимого персонажем урона (психо) или повышают атрибуты (баффаут, ментаты). Для частичного пополнения здоровья персонажа используются стимуляторы. Алкогольные напитки, присутствующие в игре, способны временно поднять значение некоторых навыков и параметров SPECIAL персонажа. «Стелс-бой» повышает уровень скрытности. Часть вышеперечисленных средств (Med-X, психо, баффаут, ментаты и алкоголь) при многократном приёме вызывают зависимость (если персонаж не обладает противодействующим перком). Зависимость выражается в появлении зрительных искажений и негативно влияет на навыки и параметры SPECIAL. Данная болезнь лечится врачом или мини-лабораторией в своём доме или люксе.

### Взлом замков и терминалов

Процесс взлома замка в игре

В игре доступна возможность взлома запертых контейнеров и дверей. Для взлома замка игроку требуются заколки, разбросанные по игровому миру наряду с остальными предметами и используемые во время взлома в качестве отмычек. Процесс взлома замка представляет собой миниигру и проходит с помощью отвёртки (которая присутствует по умолчанию) и заколки, вставленных в замочную скважину. Для полного поворота отвёртки требуется, чтобы заколка стояла в правильной позиции, в случае ошибки заколка может необратимо сломаться. Также доступен вариант взлома замка силой без расходования заколок — вероятность удачного взлома случайна, а в случае провала замок необратимо ломается (если персонаж не имеет противодействующего перка), после чего может быть открыт только ключом.
Также в игре реализовано хакерство — взлом терминалов. В терминалах может храниться необходимая игроку информация, также он может производить какие-либо игровые действия. Процесс взлома представляет собой четыре попытки подбора пароля по представленным вариантам. При неправильном выборе пароля во время первых трёх попыток терминал выводит количество букв, угаданных правильно на своих позициях. В случае четвёртой неправильной попытки терминал блокируется, после чего взломать его уже невозможно.
Как для механических замков, так и для терминалов существует пять уровней сложности взлома. Для возможности взлома замка определённого уровня необходим достаточно высокий навык «взлом», в случае терминала — достаточно высокий навык «наука». Замки разных уровней сложности имеют разное количество возможных положений заколки, в соответствии с уровнем сложности защиты терминала меняется количество букв в пароле.

### Диалоги с персонажами и торговля
Игра предоставляет возможность диалогов как между неигровыми персонажами (никак не влияющих на игровой процесс), так между NPC и главным героем. При запросе главным героем диалога с неигровым персонажем первую реплику произносит NPC. Главному герою дана возможность выбрать ответ среди представленных вариантов, причём выбранный вариант может серьёзно повлиять на дальнейший ход событий. Некоторые реплики открываются только при владении каким-либо навыком на уровне выше определённого, либо при наличии у главного героя определённого перка. Некоторые реплики отмечаются как «ложь» и при определённых обстоятельствах могут снизить карму главного героя.
Также имеются реплики, реакция неигрового персонажа на которые неоднозначна и делится на положительную и отрицательную. Вариант реакции выбирается случайно с вероятностью, зависящей от развитости навыка «красноречие» у главного героя и от вероятности обмана неигрового персонажа. Такие реплики используются главным героем, в основном, для уговора или запугивания персонажей.
В игре встречаются неигровые персонажи, которые предоставляют главному герою возможность торговли различными предметами (иногда — лишь в определённое время дня или недели). Главный герой может обмениваться с торговцами как предметами инвентаря, так и бутылочными крышками — единственной валютой в игре. Стоимость продажи и покупки предметов различается и зависит от отношения торговца к главному герою, от навыка «бартер» протагониста и от качественного состояния товара (если это оружие или костюм). Некоторые предметы невозможно продать определённому торговцу, некоторые другие не годны к продаже вообще; квестовые предметы продать невозможно.

### Карма и собственность персонажей
В Fallout 3 присутствует понятие карма, определяющее характер главного героя по его деяниям в игре. В начале игры карма нейтральна. Игрок может делать добрые дела (например, давать воду нищим или освобождать пленников), в результате которых его карма будет повышаться, или осуществлять злодеяния (например, убийство некоторых положительных персонажей) с понижением данного показателя. Карма радикально влияет на отношение многих персонажей к игроку в процессе игры и на её концовку.
Также в игре присутствуют преступления: мелкие и тяжкие. К мелким относятся кража предметов из помещения и непосредственно у хозяина, взлом замков или терминала. Если хозяин заметит главного героя за такими действиями, то отберёт украденное и сделает наставление. В случае повторной попытки он нападёт на главного персонажа. Тяжкие преступления делятся на нападение и убийство. При нападении можно попытаться сдаться, убрав оружие, и если персонаж изначально нейтрален, то ответного нападения с его стороны не последует. Если герой совершит убийство, то его попытаются убить.
Кроме предметов, персонажам принадлежат некоторые локации. В городе нежелательно присутствие во многих домах персонажей, а также в кафе и магазинах в ночное время. Но также встречаются целые локации, например Форт Индепенденс, хозяева которых нападут на главного героя, если тот зайдёт на их территорию. Как правило, хозяева таких мест либо враждебны изначально, либо нейтральны, но их убийство даёт добрую карму. Однако если наладить хорошие отношения с хозяевами, то они могут разрешить посещать локацию в любое время. Но вступать в диалог можно лишь с нейтрально настроенными персонажами — враждебные персонажи нападают сразу.

### Быт персонажей
Игра использует прототип реального времени, которое в игре ускорено. Многие игровые события зависят от текущего времени (открытие и закрытие магазинов, активность мутантов и так далее). В игре реализованы день и ночь, смена которых также зависит от времени.
Жизнь неигровых персонажей в Fallout 3 представлена с определённой степенью реалистичности. Персонажи могут перемещаться в пределах своей локации, при необходимости целенаправленно путешествовать от одного места игрового мира к другому (в том числе между локациями), сидеть, прислоняться к стенам, в некоторых случаях брать присутствующее на локации оружие, пищу и напитки, питаться (используя предметы своего инвентаря и пополняя при необходимости очки жизни, либо не используя эти предметы), а также спать.
Главный герой также может присаживаться на сидения и спать в предназначенных для этого местах. Время сна в часах игрок выбирает сам. Кроме того, для главного героя реализована возможность ожидания, для чего, в отличие от сна, не нужно кровати. Главный герой не может ожидать или спать, если неподалёку находятся враги, и ожидать, если он находится в воздухе, либо при высоком уровне радиации.

### Спутники
В некоторых квестовых сценах неигровые персонажи могут становиться спутниками главного героя. В этом качестве они следуют за главным героем по пятам, помогают ему в битвах с врагами, в некоторых случаях выполняют его указания и могут обмениваться с ним снаряжением. Существуют также долгосрочные спутники, которые могут путешествовать с главным героем на протяжении всей игры после встречи. Для найма большей части таких компаньонов нужен определённый уровень кармы: для одних — добрый, для других — нейтральный, а для третьих — злой.
Одновременно игрок может путешествовать не более чем с двумя постоянными спутниками. Кроме того, существуют временные спутники, которые присоединяются к герою до окончания квеста (при желании его можно вообще не завершать, сохранив спутника). Такие персонажи обычно намного слабее постоянных, не все из них могут переносить снаряжение, пользоваться оружием и бронёй, которые даёт им игрок. Тем не менее, и они могут быть довольно полезны, особенно в начале игры.
Постоянные спутники — это собака по кличке Псина и ещё один компаньон, которым может быть человек, гуль, супермутант или робот. Если Псина погибнет, то вместо него можно взять второго спутника (вернуть собаку стало возможно с выходом дополнения Broken Steel: перк «Щенята!», который становится доступен с 22 уровня, позволяет получить щенка, который быстро вырастет и станет Псиной). В случае гибели или увольнения второго компаньона главный герой может нанять другого.

## Сюжет

### Предыстория

#### Время до ядерной войны и её предпосылки
Согласно сюжету этой и предшествующих игр, в середине XXI века отношения между США, Китаем и ЕС были на грани вооружённого конфликта. Известен период незадолго до войны, так называемая «Война за ресурсы», когда государства боролись между собой за оставшиеся природные ресурсы. В ходе этого конфликта распалось Европейское Содружество и ООН. Также предпосылкой к войне послужило вторжение Китая на Аляску в 2066 году и аннексия захваченной территории Соединёнными Штатами, а также аннексия США Канады.
Предвидя это, американское правительство выдало корпорации Vault-Tec контракт на строительство сети подземных убежищ, которые позиционировались в обществе как защита населения при ядерном конфликте. В реальности корпорацией почти каждое такое убежище было предназначено для проведения порою совершенно жутких социально-медицинских экспериментов над группами людей, оказавшихся в изоляции, по заказу Правительства США. К примеру, в игре присутствуют убежища, где проводились опыты по клонированию людей, по воздействию на сознание т. н. «белого шума», по проведению экспериментов с мутагенами с целью получить «идеальных солдат» и т. п.

#### Ядерная война и её последствия
23 октября 2077 года между США и Китаем произошла война, в ходе которой обе стороны провели ядерную бомбардировку противника. Конфликт продолжался два часа. Китайские межконтинентальные баллистические ракеты и стратегические бомбардировщики нанесли два удара по США. Первый удар пришёлся на западное побережье США. Второй удар произошёл примерно в 9:47 по вашингтонскому времени и был направлен на восточное побережье. Многие люди не реагировали на предупредительные сирены, считая их тренировочными. Все убежища (кроме 12-го) закрылись и значительная часть тех, кто имел туда доступ, не смогли спастись. Американское правительство на время войны укрылось на нефтедобывающей вышке «Посейдон Ойл» в Тихом Океане, пережив таким образом войну. Платформа и правительство впоследствии стали известны как Анклав. Те, кто выжил без помощи убежищ, из оставшихся после войны средств создали небольшие поселения и города.
После бомбардировки всюду установился высокий уровень радиации. Крупнейшие города планеты и большая часть её населения были уничтожены. Радиоактивное загрязнение привело к различным мутациям людей и животных.
Согласно рассказчику, после войны почти все Убежища Волт-тек открылись, но люди, вышедшие наружу, обнаружили «лишь выжженный ад пустошей». Единственное Убежище, которое так ни разу и не было открыто, — Убежище 101. В нём впоследствии рождается главный герой игры; по мнению рассказчика, там же он проведёт всю свою жизнь, «ибо в Убежище 101 никто не войдёт и никто не выйдет».
Игровой мир охватывает Вашингтон (округ Колумбия), северо-восток Вирджинии и часть штата Мэриленд. Эта территория Америки теперь называется «Столичной Пустошью». Там ведут борьбу между собой жители небольших городков, бандиты, мутанты, а также организованные группировки разной идеологической направленности и моральных принципов (такие, например, как присутствующее и в предыдущих играх Братство Стали), преследующие собственные цели.
В игре помимо основной локации — «Столичной Пустоши», присутствует большое количество разрушенных в разной степени зданий и строений, а также всевозможные подземные коммуникации в виде подвалов, туннелей метро, убежищ, пещер, военных объектов, подземных свалок. Также создатели постарались проработать постапокалиптическую атмосферу — мрачные пейзажи серых оттенков, повсеместные разрушения и мусор. Собственно сюжет игры построен на изучении локаций, общении с персонажами, выполнении основных и второстепенных заданий, хотя для быстрого прохождения игры существенную часть сюжетной линии можно пропустить. Часть наземных локаций «Столичной Пустоши» недоступна при перемещении главного героя по земной поверхности, и чтобы в них попасть, придётся воспользоваться тоннелями метро (это относится к центру и некоторым районам бывшего г. Вашингтона).

### Действие игры
Игра начинается в Убежище 101. Главный герой быстро взрослеет и обучается, общаясь с другими жителями Убежища. В 10 лет Смотритель вручает главному герою Pip-Boy 3000A, а отец Джеймс дарит первое оружие — пневматическое ружьё, из которого он убивает радтаракана. В 16 лет персонаж проходит традиционный тест «К. О. З. А.» (Квалификационно-Оценочный Задачник Администрации), с помощью которого определяется будущая профессия жителей убежища.
В 19 лет протагонист узнаёт, что его отец ушёл из Убежища. Сын или дочь решает последовать за ним и покидает Убежище. После этого события, он получает прозвище Одинокий Путник.
Дорога приводит его в Мегатонну — ближайший к Убежищу город. В салуне Мориарти, он узнаёт, что убежище открывалось и раньше для исследований, но из-за нескольких смертей незадолго до рождения главного героя его опять закрыли, чтобы никого не подвергать опасности. Отец же, по его словам, отправился на радиостанцию «Новости Галактики».
Далее путь Одинокого Путника проходит через заброшенные и кишащие мутантами туннели метро, на выходе из которых он сталкивается с супермутантами и рейдерами, однако ему своевременно помогают воины Братства Стали — страж Сара Лайонс и отряд «Львиный Прайд», шедшие на помощь радиостанции. Внутри «Новостей Галактики» герой встречает диджея Тридогнайта, который просит оказать услугу: найти ретранслятор и поставить на вершине Монумента Вашингтона для увеличения территории охвата радиосигнала. Пробиться к Историческому музею и взять тарелку с лунохода протагонисту помогли воины Братства Стали. По завершении миссии Тридогнайт благодарит странника и говорит, что его отец направился в Ривет-Сити, упоминая о проекте «Чистота». Миссию также можно обойти при разговоре с Тридогнайтом, использовав навык «Красноречие», и выполнить её позже.
В Ривет-Сити Одинокий Путник встречает доктора Мэдисон Ли — учёного, которая вместе с Джеймсом работала над проектом «Чистота». Она рассказала герою о его детстве и сообщила, что отец отправился в Мемориал Джефферсона. В мемориале были обнаружены записи отца, в которых тот сообщил, что отправился в Убежище № 112 на беседу с доктором Станисласом Броном (Брауном), смотрителем Убежища. Одинокий Путник направился туда и попал в виртуальную реальность Транквилити-лэйн, которой управлял сошедший с ума смотритель. Главный герой находит способ выбраться оттуда вместе с отцом.
По возвращении Джеймса и главного героя к доктору Ли работа над проектом «Чистота» возобновляется. В мемориале Джефферсона находится очиститель, который совместными усилиями удаётся отремонтировать. Перед самым запуском очистителя прилетают бойцы военно-политической организации, известной как Анклав и захватывают здание. Командующий силами Анклава, полковник Август Отем, угрожая, пытается заставить Джеймса отдать технологии, но тот провоцирует выброс радиации, от которой погибает сам и убивает солдат. Полковник успевает сделать себе противорадиационную инъекцию и выживает. Доктор Ли с учёными сбегают через подземный ход, ведущий к Цитадели Братства Стали в бывшем Пентагоне. Дальнейшей целью героя становится Генератор Эдемских Кущ Компактный (ГЭКК), с помощью которого можно начать восстановление экологической обстановки и возрождение общества.
Одинокий Путник отправляется в убежище № 87, в котором ранее проходили испытания воздействия вируса ВРЭ на людей, и встречает там дружелюбного супермутанта Фокса, научившегося хорошо разговаривать. Если главный герой освобождает супермутанта, то тот в обмен на оказанную ему услугу приносит ГЭКК из наиболее радиоактивной части Убежища. После этого протагонист отправляется назад, но попадает в ловушку Анклава и приходит в сознание лишь на их базе в каньоне Рэйвен-Рок. Его освобождает президент Анклава Джон Генри Эдем, который оказался искусственным интеллектом суперкомпьютера ZAX и даёт ему химикаты для очистителя, которые должны окончательно уничтожить мутантов на Столичной Пустоши, хотя на самом же деле они предназначены для заражения воды. Полковник Отем восстаёт против президента, но при помощи роботов Эдема путник выбирается наружу, а сам президент самоуничтожается вместе с базой (на усмотрение игрока).
После возвращения главного героя в Цитадель, Братство Стали инициирует операцию по захвату мемориала Джефферсона, находящегося под контролем Анклава, перед этим Братство принимает путника в свои ряды. Для поддержки массированного наступления активно применяется возрождённая учёными Братства довоенная боевая машина, предназначенная для освобождения Аляски от китайцев — гигантский робот Либерти Прайм, оказывающий существенную помощь в подавлении упорного сопротивления врага. Дойдя до мемориала, попутно убивая солдат Анклава, главный герой и Сара Лайонс пробираются внутрь. Пробившись сквозь охрану, они заходят в ротонду, где встречают полковника Отема, после победы над которым (также Отема можно убедить сдаться и он спокойно уйдёт без борьбы) герою предстоит решить, какой будет дальнейшая судьба Столичной Пустоши.

### Концовки
Игра имеет 4 фактические концовки и 32 их разновидности, которые зависят от пола, расы, цвета кожи, кармы и того, кто пошёл включать очиститель. Фактические концовки:
- Можно только включить очиститель. Это очистит воды и большинство мутантов погибнет или уйдёт из Столичной Пустоши, а главный персонаж игры умрёт от смертельно опасного уровня радиации или же впадёт в кому на две недели (зависит от наличия DLC «Broken Steel»);
- Можно поставить модифицированный ВРЭ (Вирус Рукотворной Эволюции) по просьбе Президента Эдема и включить очиститель. Это приведёт к заражению воды и катастрофическим последствиям для жителей пустоши;
- Можно дождаться взрыва очистителя или послать Сару, чтобы она активировала очиститель вместо главного героя;
- При установленном дополнении Broken Steel, и присутствии в качестве напарника главного героя супермутанта Фокса, Сержанта РЛ-3 или гуля Харона можно попросить одного из них включить очиститель[19]..

### Озвучивание
| Актёр              | Роль                                                  |
| ------------------ | ----------------------------------------------------- |
| Рон Перлман        | рассказчик                                            |
| Лиам Нисон         | Джеймс отец Одинокого странника                       |
| Малкольм Макдауэлл | президент Джон Генри Эдем                             |
| Питер Джил         | полковник Август Отем                                 |
| Одетт Эннэйбл      | Амата Альмодовар                                      |
| Дункан Худ         | Альфонс Альмодовар смотритель Убежища 101, отец Аматы |
| Грегори Л. Уильямс | Лукас Симмс                                           |
| Эрик Делламз       | диджей Тридогнайт                                     |
| Уильям Бассетт     | старейшина Оуэн Лайонс                                |
| Хезер Мари Марсден | страж Сара Лайонс                                     |
| Дженнифер Мэсси    | доктор Мэдисон Ли                                     |

## История разработки
| Системные требования | Системные требования                                      | Системные требования                                     |
| -------------------- | --------------------------------------------------------- | -------------------------------------------------------- |
|                      | Минимальные                                               | Рекомендуемые                                            |
| Microsoft Windows    |                                                           |                                                          |
| ОС                   | Microsoft Windows XP, Vista или 7                         | Microsoft Windows XP, Vista или 7                        |
| ЦПУ                  | Intel Pentium 4 2.4 GHz или аналогичный AMD               | Intel Core 2 Duo или аналогичный AMD                     |
| Объём ОЗУ            | 1 GB RAM (2 GB в Vista)                                   | 2 GB RAM                                                 |
| Место на диске       | 7 GB на жёстком диске                                     | 7 GB на жёстком диске                                    |
| Видеокарта           | NVIDIA GeForce 6800 256 MB или ATi Radeon X850 Pro 256 MB | NVIDIA GeForce 8800 512 MB или ATi Radeon HD 3850 512 MB |
| Сеть                 | Онлайн-игра в Games for Windows — Live                    | Онлайн-игра в Games for Windows — Live                   |

### Проект Interplay
Первоначально Fallout 3 разрабатывалась подразделением компании Interplay Black Isle Studios, являющейся основателем вселенной Fallout и обладавшей правами на её лицензию. Проект имел рабочее название Van Buren. Однако до завершения процесса разработки Interplay обанкротилась, и лицензия на Fallout 3 была продана Bethesda Softworks за 1,175 млн долларов США. Interplay сохранила за собой права на разработку массовой многопользовательской ролевой онлайн-игры, но и это право было продано в 2012 году. 9 апреля 2007 года стало известно о продаже авторских прав на всю серию Fallout компании Bethesda Softworks за 5,75 млн долларов.

### Хронология разработки
Bethesda Softworks разрабатывала Fallout 3 с 2004 года, и сотрудники компании заявляли о том, что намерены сделать игру похожей на две предыдущие части, делая акцент на нелинейном геймплее, хорошем сценарии и традиционном «юморе Fallout». Также было заявлено, что игра получит рейтинг M, ввиду присутствия в игровом мире алкоголя, наркотиков и неприкрытого насилия.
Fallout 3 использует новую версию движка Gamebryo, который использовался для The Elder Scrolls IV: Oblivion, вместе с физическим движком Havok. Автор скоростного прохождения Fallout 3 для лучшего результата задействовал и баг этого физического движка, названный им «вполне распространённым» и «неизвестно почему не исправленным».
В ходе пресс-конференции Microsoft на выставке E3 было объявлено, что версии игры для Xbox 360 и Windows будут иметь эксклюзивные скачиваемые материалы. Также через сервисы Games for Windows — Live и Xbox Live доступна система достижений.
Саундтрек Fallout 3, как и другие игры серии, использует музыку 1940-х и 1950-х годов. Основная тема — стиль биг-бэнд, а остальные песни были записаны Ink Spots и Сёстрами Эндрюс. Треклист составил композитор игры Инон Зур. В саундтрек были включены композиции таких исполнителей, как Рой Браун, Билли Холидей, Билли Манн, Коул Портер и Боб Кросби.

### Релиз
В конце августа 2008 года были оглашены окончательные даты выхода Fallout 3 — 28 октября в Северной Америке и 31 октября в Европе. Для озвучивания роли рассказчика в очередной раз был приглашён Рон Перлман (известный по своей вступительной фразе «War, war never changes…»). Также были приглашены Лиам Нисон и Малкольм Макдауэлл.

### Выпуск в России

#### Релиз
Локализатор игры в России — компания 1С. Игра появилась на прилавках магазинов в полночь 30 октября 2008 года. Игра поддерживает как русский (с озвучиванием), так и английский языки. 18 февраля 2010 года появился русский патч версии 1.7, его можно скачать на официальном сайте 1С.

#### Выпуск дополнений
13 августа 2010 года в продажу на территории России и стран СНГ поступили сборники «The Pitt и Operation: Anchorage» и «Broken Steel и Point Lookout». 10 сентября 2010 года вышло в продажу «Золотое издание», включающее все пять дополнений к ней: Operation: Anchorage, The Pitt, Broken Steel, Point Lookout, Mothership Zeta полностью на русском языке. Оно аналогично Game of the Year Edition, но не поддерживает Games for Windows — Live.

## Маркетинг и рекламная кампания

### Трейлеры
Тизер игры появился 2 мая 2007 года и включал музыку из игры и концепт-арт, а также таймер, который считал время до 5 июня 2007 года. Разработчики и художники подтвердили, что концепт-арты, принятые до выхода Oblivion, больше не используются в игре. Они были убраны, поскольку не соответствовали новой игровой графике. В указанную дату была предоставлена дата выхода — «осень 2008».
5 июня 2007 года Bethesda выпустила первый трейлер Fallout 3. Как и в тизере, в нём говорилось что игра выйдет осенью 2008 года. В трейлере проигрывалась песня Ink Spots «I Don’t Want to Set the World on Fire», которую предыдущий разработчик Fallout Black Isle Studios изначально лицензировал для использования в первой игре Fallout. Традиционная фраза «Война, война никогда не меняется…» продолжала использоваться. В трейлере было видно разрушенный Вашингтон (округ Колумбия) — полуразрушенный монумент Вашингтона, развалины зданий и остатки довоенного транспорта.
Второй трейлер был впервые показан во время E3 GameTrailers 12 июля 2008 года. Были показаны разрушенные дома в Вашингтоне (округ Колумбия), капитолий и монумент Вашингтона на небольшом расстоянии. 14 июля 2008 года была предоставлена расширенная версия этого трейлера, где помимо уже увиденного были рекламные бигборды убежищ корпорации Vault-Tec, а также впервые был показан игровой процесс. В обеих версиях трейлера звучит песня «Dear Hearts and Gentle People», записанная Бобом Кросби и его группой «Bobcats».

### Кинофестиваль
11 июля 2008 года в рамках рекламной кампании Fallout 3 Bethesda Softworks вместе с Американ Синематик и Geek Monthly спонсировала «кинофестиваль постапокалиптических фильмов», который проходил 22-23 августа в театре Santa Monica’s Aero. Главной фишкой было представление игры Fallout 3. Также были показаны шесть фильмов на постапокалиптическую тематику: «Волшебники», «Проклятая долина», «Парень и его собака», «Последний человек на Земле», «Человек Омега» и «12 обезьян».

### Издания
| Наполнение                       | Издание     | Издание       | Издание        | Издание       | Издание   | Издание         |
| Наполнение                       | Стандартное | Коллекционное | Лимитированное | Для выживания | Игра года | Золотое издание |
| -------------------------------- | ----------- | ------------- | -------------- | ------------- | --------- | --------------- |
| Игра и руководство пользователя  | Да          | Да            | Да             | Да            | Да        | Да              |
| Бонус DVD                        | Нет         | Да            | Нет            | Да            | Нет       | Да              |
| Артбук                           | Нет         | Да            | Нет            | Да            | Нет       | Да              |
| Фигурка Волт-Боя                 | Нет         | Да            | Нет            | Да            | Нет       | Нет             |
| Ланчбокс                         | Нет         | Да            | Нет            | Да            | Нет       | Нет             |
| Фигурка человека в силовой броне | Нет         | Нет           | Да             | Нет           | Нет       | Нет             |
| Часы Пип-Бой 3000                | Нет         | Нет           | Нет            | Да            | Нет       | Нет             |
| Дополнения                       | Нет         | Нет           | Нет            | Нет           | Да        | Да              |

Игра была издана в пяти версиях:
- Стандартное издание (англ. Standart Edition) — поставляется только диск с игрой и руководство к ней.
- Коллекционное издание (англ. Collector’s Edition) — также включены бонусный DVD с материалами о создании игры, альбом с концепт-артами и комментариями художников и коллекционный пупс VaultBoy, упакованные в коробку, стилизованную под потёртый ланчбокс (коробку для завтраков, встречаемую в игре)[38][39].
- Издание «Для выживания» (англ. Survival Edition) — содержит в дополнение ко всему перечисленному выше цифровые часы, выполненные в виде PIPBoy-3000[39]. Данное издание доступно только через интернет-магазин Amazon и только покупателям из США[40].
- Ограниченное издание (англ. Limited Edition) — доступно только покупателям издателя GAME и распространяется только в Великобритании. Помимо стандартного набора, в поставку включена фигурка воина Братства Стали, облачённого в силовую броню[41].
- Издание «Игра года» (англ. Game of the Year Edition) — включает в себя саму игру и все 5 дополнений к ней. Издание выпущено в Северной Америке 16 октября 2009 года.

### Продажи
За первую неделю с момента выпуска в октябре 2008 года было продано более 4,7 млн копий Fallout 3. По данным NPD Group, по состоянию на январь 2009 года версий для Xbox 360 было продано 1,14 млн, версий для PlayStation 3 было продано 552 000. Версия Xbox 360 была 14-й самой продаваемой игрой в декабре 2008 года в Соединенных Штатах, в то время как версия для PlayStation 3 была восьмой из самых продаваемых игр на PlayStation 3 в то же время в США.

## Проблемы с выпуском игры

### Австралия
4 июля 2008 года было отказано в классификации игры под рейтингом OFLC в Австралии, потому что в игре содержались элементы, нарушающие закон. Bethesda была вынуждена удалить спорный контент. Как утверждает комиссия по рейтингам, игре было отказано в классификации из-за «реалистичных названий наркотиков и методов их применения». Когда всё было исправлено, игру вновь отправили в комитет OFLC, где 7 августа 2008 года она получила оценку MA 15+. После этого игра была допущена к продаже в Австралии. В отчёте комиссии можно прочитать, что наркотики не были полностью удалены из игры, однако были убраны анимации, показывающие их применение. В интервью для британского журнала Edge Bethesda показала, что по всему миру появится только одна версия игры, в которой названия наркотиков, существующие в реальном мире, будут удалены. Позже выяснилось, что единственное изменение коснулось морфина, который был переименован в «Med-X».

### Индия
23 октября 2008 года компания Microsoft объявила, что из-за религиозных и социальных причин игра не будет выпущена в Индии на платформе Xbox 360. Сотрудники Microsoft заявили, что «они постоянно заботятся о том, чтобы лучшие игры выпускались в Индии одновременно с мировой премьерой. Однако, из-за религиозных и культурных моментов, было принято решение о невыдаче игры в этой стране». Несмотря на то, что точная причина так и не была указана, предположительно, что речь шла о присутствующих в игре двухголовых коровах — браминах (что звучит подобно индийскому определению священных коров, и в то же время напоминает название одной из каст).

### Япония
Bethesda изменила второстепенное задание «Сила Атома» в японской версии игры из-за возможности взорвать атомную бомбу в городе Мегатонна. В неизменённой версии игры игрок имеет возможность разоружения или взрыва бомбы, расположенной в центре города. В японской версии игры убраны мистер Берк, который предлагает это задание, возможность взрыва бомбы и слова мистера Тенпенни о взрыве Мегатонны.
Кроме того, в японской версии название гранатомёта «Fat Man» (с англ. — «Толстяк») было заменено на «Nuke Launcher», потому что такое же кодовое название («Fat Man») носила атомная бомба, сброшенная 9 августа 1945 года на Нагасаки.

## Саундтрек

### Описание
Саундтрек игры состоит из хитов американской музыки 40-х и 50-х годов XX века, с большим количеством песен, которые ознаменовали эпоху таких исполнителей, как Коул Портер и Билли Холидей.

### Радиостанции
Постоянно играют три радиостанции:
- «Новости Галактики». Диджей — Тридогнайт. Изначально охватывает только небольшую часть Пустошей, но в одном из квестов можно распространить сигнал по всей территории. По этому радио играет музыка в стиле джаз, а также рассказывается о последних основных событиях на Столичной пустоши.
- «Анклав» — радиостанция Анклава, по ней проигрывают марши, гимны организации и обращения главы Анклава. Руководитель — президент Джон Генри Эдем.
- «Агата» — радиостанция, которая проигрывает классическую музыку, особенно часто Баха. Вся музыка исполняется на скрипке Страдивари. Была названа в честь своей ведущей, старушки Агаты Эглбрехт. Становится доступным после выполнения квеста «Песнь Агаты».

### Список композиций
| №   | Название                                | Исполнитель                      | Длительность |
| --- | --------------------------------------- | -------------------------------- | ------------ |
| 1.  | «Mighty, Mighty Man»                    | Рой Браун                        | 2:36         |
| 2.  | «Let's Go Sunning»                      | Джек Шейндлин                    | 1:41         |
| 3.  | «Anything Goes»                         | Коул Портер                      | 3:04         |
| 4.  | «I Don't Want to Set the World on Fire» | The Ink Spots                    | 3:07         |
| 5.  | «Way Back Home»                         | Боб Кросби и The Bobcats         | 2:54         |
| 6.  | «Butcher Pete (Part 1)»                 | Рой Браун                        | 2:28         |
| 7.  | «A Wonderful Guy»                       | Tex Beneke                       | 2:48         |
| 8.  | «Crazy He Calls Me»                     | Билли Холидей                    | 3:05         |
| 9.  | «Civilization»                          | Денни Кэй и The Andrews Sisters  | 3:07         |
| 10. | «Easy Living»                           | Билли Холидей                    | 3:06         |
| 11. | «Happy Times»                           | Боб Кросби и The Bobcats         | 2:45         |
| 12. | «Into Each Life Some Rain Must Fall»    | The Ink Spots и Элла Фицджеральд | 3:06         |
| 13. | «Maybe»                                 | The Ink Spots                    | 3:06         |
| 14. | «I'm Tickled Pink»                      | Джек Шаиндлин                    | 1:52         |
| 15. | «Boogie Man»                            | Сид Филлипс                      | 2:23         |
| 16. | «Jolly Days»                            | Герхард Треде                    | 1:40         |
| 17. | «Fox Boogie»                            | Герхард Треде                    | 3:16         |
| 18. | «Swing Doors»                           | Алан Грэй                        | 2:59         |
| 19. | «Rhythm For You»                        | Эдди Кристиани                   | 2:59         |
| 20. | «Jazzy Interlude»                       | Билли Манн                       | 2:52         |

| №  | Название                          | Исполнитель            | Длительность |
| -- | --------------------------------- | ---------------------- | ------------ |
| 1. | «Stars and Stripes»               | Джон Филипп Суза       |              |
| 2. | «America the Beautiful»           | Семюэль Уард           |              |
| 3. | «Dixie»                           | Даниэль Декатур Эмметт |              |
| 4. | «Marine's Hymn»                   | Жак Оффенбах           |              |
| 5. | «The Battle Hymn of the Republic» | Varios artistas        |              |
| 6. | «Hail, Columbia»                  | Varios artistas        |              |
| 7. | «The Washington Post»             | Varios artistas        |              |
| 8. | «Yankee Doodle»                   | Varios artistas        |              |

| №  | Название                                             | Artista                  | Длительность |
| -- | ---------------------------------------------------- | ------------------------ | ------------ |
| 1. | «Gigue - Partita No. 3»                              | Иоганн Себастьян Бах     |              |
| 2. | «Preludio - Partita No. 3»                           | Иоганн Себастьян Бах     |              |
| 3. | «Grave - Sonata No. 2»                               | Иоганн Себастьян Бах     |              |
| 4. | «Allegro ma non troppo - Violin Concerto in A minor» | Антонин Леопольд Дворжак |              |
| 5. | «Zigeunerweisen»                                     | Пабло де Сарасате        |              |

## Официальные дополнения

### Игровой редактор G.E.C.K
11 декабря 2008 года, спустя полтора месяца после релиза Fallout 3, разработчиками был выпущен SDK-редактор игры Fallout 3 G.E.C.K. (Garden of Eden Creation Kit), который представляет собой несколько видоизменённый редактор игры The Elder Scrolls IV: Oblivion (TES Construction Set). Разработчики выбрали именно это название для редактора игры, ведь одноимённое название носит так называемый G.E.C.K. (рус. «Генератор эдемских кущ, компактный»), встречавшийся в играх Fallout 2 и 3.

### Operation: Anchorage
| Сводный рейтинг | Сводный рейтинг | Сводный рейтинг |
| Издание         | Оценка          | Оценка          |
| Издание         | PC              | Xbox 360        |
| --------------- | --------------- | --------------- |
| GameRankings    | 66,23 %         | 68,26 %         |

Operation: Anchorage (рус. Операция «Анкоридж») — первое дополнение к Fallout 3. Оно было выпущено 27 января 2009 года. Русская версия от 1C была издана в сборнике «Fallout 3. Золотое издание».
В дополнении показано одно из самых известных событий в мире Fallout — освобождение Анкориджа от китайских войск в 2066 году. Отсылки к этому событию часто можно обнаружить в игре. Одна из таких отсылок — Анкориджский мемориал. Первым заданием будет уничтожение тяжёлых китайских орудий, обстреливающих американские войска, а завершает дополнение штурм китайской крепости и убийство главнокомандующего китайской армией в Анкоридже — генерала Циньвэя.
Дополнение рассчитано на 5 часов игры и обладает линейным сюжетом. Игровой процесс представляет собой обычный современный action без каких-либо элементов RPG, однако опыт за убийство врагов так же продолжает начисляться.

### The Pitt
| Сводный рейтинг | Сводный рейтинг | Сводный рейтинг |
| Издание         | Оценка          | Оценка          |
| Издание         | PC              | Xbox 360        |
| --------------- | --------------- | --------------- |
| GameRankings    | 77,80 %         | 77,43 %         |

The Pitt — второе дополнение к игре Fallout 3. Оно было выпущено 24 марта 2009 года. В феврале 2010 года фирма 1С приобрела права на его локализацию.
Откликнувшись на просьбу о помощи, главный герой под видом раба попадает в считавшийся почти безжизненным Питтсбург. Очутившись там, он/она обнаруживает, что на самом деле Питтсбург — сильный город с собственной армией (состоящей из рейдеров), с мощной металлургической промышленностью и большим количеством рабов, работающих на город. Однако среди рабов медленно назревает восстание и план свержения боссов. Игрок может либо присоединиться к восстанию, либо это восстание подавить, присоединившись к рейдерам Питтсбурга под командованием Ишмаэля Ашура, стремящегося спасти город от болезни, которая убивает со времён атомных бомбардировок.
Сюжет дополнения качественно проработан в традиционном духе игр серии и ставит главного героя в неоднозначную ситуацию, каждое из решений которой имеет как положительные, так и отрицательные стороны. Основным объектом, вокруг которого развивается сюжетная линия, является лекарство от троглодитного синдрома. Эта болезнь неизбежно превращает людей в трогов. Дополнение рассчитано на 8 часов игры и несколько больше, чем остальные.

### Broken Steel
| Сводный рейтинг | Сводный рейтинг | Сводный рейтинг |
| Издание         | Оценка          | Оценка          |
| Издание         | PC              | Xbox 360        |
| --------------- | --------------- | --------------- |
| GameRankings    | 83,87 %         | 82,91 %         |

Broken Steel (рус. Сломанная Сталь) — третье дополнение к игре Fallout 3. Дополнение выпущено 5 мая 2009 года. В феврале 2010 года фирма 1С приобрела права на его локализацию.
Дополнение посвящено завершению конфликта между Анклавом и Братством Стали в Столичной пустоши. Оно рассчитано примерно на дополнительные 8-9 часов игрового процесса. События разворачиваются две недели спустя после завершения оригинальной Fallout 3. После активации очистителя и уничтожения главной базы Анклава на Столичной Пустоши «Рэйвен Рок» Братство Стали готово нанести решающий удар по Анклаву и полностью обезглавить его. Конечной целью игрока является проникновение на базу ВВС США «Адамс» и уничтожение последнего форпоста Анклава — передвижного командного центра — с помощью военного спутника. Но есть и другой вариант — этим же спутником можно уничтожить Цитадель Братства Стали.
Дополнение позволяет продолжить игру после окончания основной сюжетной линии в режиме «свободной игры», поднимает максимальный уровень персонажа до 30-го и добавляет новое оружие: орудие Теслы, тяжёлый инсинератор и трёхлучевую лазерную винтовку.

### Point Lookout
| Сводный рейтинг | Сводный рейтинг | Сводный рейтинг |
| Издание         | Оценка          | Оценка          |
| Издание         | PC              | Xbox 360        |
| --------------- | --------------- | --------------- |
| GameRankings    | 81,65 %         | 84,10 %         |

Point Lookout (рус. Пункт наблюдения) — четвёртое дополнение к Fallout 3. Оно было выпущено на Xbox 360 и РС 23 июня 2009 года. В феврале 2010 года фирма 1С приобрела права на его локализацию.
На юге игрового мира, на западном берегу реки Потомак, находится пустынный берег. С дополнением туда добавляется причал с паромом. Если купить билет на него, то можно отправиться в огромное болото, где и будут разворачиваться события. Там героя ждут новые квесты, предметы и монстры, а также новые способности. Территория по размерам составляет примерно четверть Пустоши. Что касается её местонахождения, то это часть штата Мэриленд, не столь затронутого ядерной войной, как та же Столичная Пустошь. К тому же, если в Столичной Пустоши присутствует некое подобие цивилизованного общества, похожего на довоенную Америку, то здесь широко распространены каннибализм и вера в чёрную магию.
В дополнении присутствует новое оружие (винчестер, двуствольное ружьё, лопата, микроволновый излучатель, топор и канистра с биологическим газом), одежда (наряд шулера, рабочий комбинезон, одежда дикаря, костюм ремонтника) и головные уборы (фуражка конфедерата, маска Крохотного Убивца, полицейская фуражка).

### Mothership Zeta
| Сводный рейтинг | Сводный рейтинг | Сводный рейтинг |
| Издание         | Оценка          | Оценка          |
| Издание         | PC              | Xbox 360        |
| --------------- | --------------- | --------------- |
| GameRankings    | 69,06 %         | 66,58 %         |

Mothership Zeta (рус. Корабль Чужих «Дзета») — пятое и последнее дополнение к игре Fallout 3. Оно было выпущено 3 августа 2009 года. Данное дополнение не выпускалось отдельно, а только в сборнике с игрой и предыдущими дополнениями. В России оно также вошло в сборник — «Fallout 3: Золотое издание».
В игре можно было найти разбившийся корабль пришельцев, возле которого лежал мёртвый инопланетянин с бластером Чужих. Если вернуться сюда, установив дополнение, то Одинокого Путника захватывает синий луч, и он попадает на корабль пришельцев. Однако пришельцами была допущена ошибка: они заперли персонажа с другим землянином. Вместе они устраивают драку, чем привлекают внимание пришельцев. Те открывают силовое поле и начинают примирять бунтовщиков шоковыми жезлами. Однако те побеждают и, придумав хитроумный план, сбегают и вместе с остальными спасёнными пленниками захватывают корабль.
Дополнение добавляет множество инопланетного оружия: «атомайзер» (пистолет-распылитель), дезинтегратор (винтовка-распылитель), капитанский бластер, электрический жезл, электроподавитель (обычная дубинка), дестабилизатор (автоматический дезинтегратор), криогенная мина и криогенная граната. А также становятся доступными исторические боевые костюмы:
- Самурай — доспехи и самурайский меч (у самурая Тосиро Каго);
- Ковбой — костюм и револьвер (у ковбоя Полсона);

## Отзывы
| Сводный рейтинг                          | Сводный рейтинг                                                     |
| Агрегатор                                | Оценка                                                              |
| ---------------------------------------- | ------------------------------------------------------------------- |
| GameRankings                             | 92,85 % (X360) 90,85 % (PC) 90,52 % (PS3)                           |
| Metacritic                               | X360 — 93/100 PC — 91/100 PS3 — 90/100                              |
| Иноязычные издания                       |                                                                     |
| Издание                                  | Оценка                                                              |
| 1UP.com                                  | A                                                                   |
| Edge                                     | 7/10                                                                |
| EGM                                      | A, B+, A+                                                           |
| Eurogamer                                | 10/10                                                               |
| Famitsu                                  | 38/40                                                               |
| GameSpot                                 | 9/10 (360/PC) 8,5/10 (PS3)                                          |
| GameSpy                                  | [ 4 ]                                                               |
| IGN                                      | 9,6/10 (360/PC) 9,4/10 (PS3)                                        |
| OXM                                      | 10/10                                                               |
| PC Gamer (US)                            | 91 %                                                                |
| GameStats                                | X360 — 9,3/10 (PC) 9,0/10 (PS3) 9,0/10                              |
| Русскоязычные издания                    |                                                                     |
| Издание                                  | Оценка                                                              |
| Absolute Games                           | 75 %                                                                |
| PlayGround.ru                            | 8,7/10                                                              |
| «Игромания»                              | 9,5/10                                                              |
| «Игры Mail.ru»                           | 9/10                                                                |
| «ЛКИ»                                    | Корона и 96 %                                                       |
| «Страна игр»                             | 9,0/10                                                              |
| Награды                                  |                                                                     |
| Издание                                  | Награда                                                             |
| 9th Annual Game Developers Choice Awards | Game of the Year 2008 Best Writing                                  |
| IGN Best of 2008                         | Game of the Year 2008 Best Xbox 360 Game Best RPG Best Use of Sound |
| GameSpot Best of 2008                    | Best PC Game Best RPG                                               |
| Golden Joystick Award 2009               | Ultimate Game of the Year 2009 PC Game of the Year 2009             |

Fallout 3 получила в основном положительные отзывы критиков: по данным агрегатора рецензий Game Rankings, средний рейтинг версии для Xbox 360 составляет 92,85 %, для PC — 90,85 %, для PlayStation 3 — 90,52 %. На другом агрегаторе, MobyGames, оценка составила от 91 до 93 баллов из 100. Многие издания при подведении итогов года отметили игру как главную RPG года.

#### Зарубежные обзоры
Рецензент 1UP.com Демьян Линн дал высокую оценку за «открытый игровой мир и отличную систему развития. Хотя V.A.T.S. — это неплохо, но присутствует недостаток точности в реальном времени и кулачной борьбе, разнообразие врагов невелико». Из обзора им был сделан вывод, что Fallout 3 — «чрезвычайно амбициозная игра. Подобные редко выпускаются».
Редактор IGN Эрик Брадвиг положительно оценил игру за «необычный» дизайн и сказал: «вы могли бы не найти в игре ничего, кроме дуновения ветра через трухлявые деревья и пыли, летящей через бесплодные равнины … Fallout 3 доказывает, что мелочей может быть много». В обзоре отмечалось, что «множество реализма» в сочетании с «многочисленными заданиями и разговорами» производит «одну из самых интересных игр нового поколения».
В обзоре игры от журнала Kotaku Майк Фэйхи отметил, что «композиции Инона Зура великолепны, но настоящая музыка Fallout 3 — американские песни 1940-х и 1950-х годов».
Уилл Таттл из GameSpy высоко оценил игру за «интересный сюжет, безупречную презентацию и сотни часов увлекательного игрового процесса». Хотя игра получила оценку 7 из 10, в следующем выпуске десятилетия она была помещена на 37 место в номинации «100 лучших игр сегодня» со словами: «Fallout 3 расширяет возможности, это хорошая игра для времяпровождения, лишь немногие игры достигли такого уровня».

#### Русскоязычные обзоры
Fallout 3 привлёк пристальное внимание игроков с момента начала разработки. На ноябрь 2008 года на ведущем российском игровом сайте Absolute Games Fallout 3 занимал первое место в списке 100 самых отслеживаемых игр, количество наблюдателей за игрой составило более 10 тыс. человек, тем самым опережая ближайшего преследователя примерно в два раза. По словам рецензента, больше всего старались художники. Текстуры получились просто великолепные. Композиции Инона Зура, по его словам, выглядят неуместными. Кроме того, на сайте была раскритикована ролевая система, поскольку от атрибутов теперь почти ничего не зависит, а игра чуть ли не превратилась в обычный шутер. Игровой мир, по словам рецензентов, просто великолепен.
На GameTech игру оценили положительно. Рецензентам понравились свобода в стиле Fallout, доскональная проработанность мира и многовариантность миссий, интерфейс в виде PIP-Boy 3000, живые радиостанции, актёрская работа, персонажи. Рецензенту Gametech не понравилось сходство местных жителей с героями Oblivion, боевая система, странный баланс и поломка оружия и брони, отсутствие стимулов к исследованию игрового мира и то, что после прохождения основной сюжетной линии нельзя продолжить игру. Вердикт журнала был таков: «Fallout 3 — это великая игра. Самое главное, что она сохранила свободу, вседозволенность и атмосферу».
На сайте BestGamer обозревателю наиболее понравилось радио в игре. Возможность послушать музыку середины XX века очень подходит стилю игры, особенно в сражениях. Также рецензенты положительно оценили квесты. Итог был таким:

Fallout, каким он должен быть в XXI веке — от первого лица, с отличной графикой, захватывающим сюжетом, бесконечным отыгрышем роли, непревзойдённым чёрным юмором, ретрофутуристическим стилем и потрясающими по красоте джазовыми композициями. Возможно, для кого-то Fallout 3 окажется игрой года.— 
В публикации Лучшие компьютерные игры игру оценили так: корона и 96 %. За увлекательность была поставлена оценка 10 из 10, за графику — 10, за звук — 9, за игровой мир — 10 и за удобство — 10. Среди недостатков были отмечены бесполезные предметы в ящиках и контейнерах, слишком блестящие поверхности, которые «не способствуют реализму» и озвучивание. Рецензенту не понравилась фоновая музыка, которой «почти не слышно» в отличие от предыдущих частей. Вердикт журнала был таким:

Смешав подход к игровому процессу от Oblivion и вселенную Fallout, разработчики получили почти идеальную игру. Fallout 3 унаследовал все лучшее от двух великих серий. Помарки есть, без них не бывает, но положительные стороны настолько сильны, что недостатки просто не замечаешь.— 
В журнале Игромания игра была оценена положительно. По словам рецензентов, «ожидания оправдались на 90 %. Игра реиграбельна, сюжет классный, она легка в освоении, но она не совсем оригинальна. То и дело чувствуется Oblivion. В игре остались все сильные стороны первых частей». За геймплей была поставлена оценка 9, за графику — 8, за звук и музыку — 8, а за интерфейс и управление — 8,0. Локализация была названа неплохой. Итоговой оценкой было 9,5.
От украинского журнала Домашний ПК игра получила оценку 5/5 и награду «Выбор редакции».

### Награды
После выставки E3 2007 Fallout 3 была удостоена нескольких премий. Игра победила в номинации Game of E3 2007 по версии IGN, а на GameSpot Fallout 3 была названа лучшей ролевой игрой на выставке E3 2007. После демонстрации игры на E3 2008 ей были присвоены награды Лучшая RPG, Лучшая консольная игра и Лучшая игра на E3 2008 по версии IGN. На Game Critics Awards Fallout 3 признали лучшей из ролевых игр и лучшей на E3 2008.
Игра победила в номинациях журнала «Игромания» «Игра года»
и «RPG года» (2008).
После релиза Fallout 3 получила многочисленные награды от игровых журналистов и веб-сайтов. В 2009 году на Game Developer’s Choice Awards она выиграла в номинациях «Игра года» и «Best Writing». Игра также победила в номинации «Игра года» от IGN, GamesRadar, GameSpy, UGO Networks, Gamasutra и Golden Joystick Awards. Игра также выиграла в номинации «Игра года на Xbox 360» от Official Xbox Magazine, GameSpy и IGN, «Игра года на PC» от GameSpy, GameTrailers и GameSpot. Два последних также дали победу в номинации «Лучшая RPG».
В конце 2009 года Fallout 3 получила место в списке IGN «лучшие компьютерные игры десятилетия»(2000—2009) как лучшая игра 2008 года и 7-я лучшая игра десятилетия. Совсем недавно, Fallout 3 была также выставлена в Смитсоновском музее искусства в Америке. Fallout 3 победила в номинации «Приключения» для «Modern Windows».
Два трейлера Fallout 3 заняли 71 и 67 места в списке Тор-100 игровых трейлеров всех времён, составленном порталом GameTrailers.
Игре сопутствовал коммерческий успех, что позволило уже на первой неделе продаж превысить тираж проданных копий предыдущих игр серии, вместе взятых.

### Технические проблемы
Незадолго до релиза игры на IGN был опубликован обзор игры, в котором указывалось на многочисленные ошибки и сбои в версии PlayStation 3. По его словам, в игре содержится ошибка, приводившая к вылетанию игры и размытому экрану в PlayStation Network. Обзор IGN был отредактирован, когда были исправлены ошибки в версии для PS3, которые вызывали споры в сообществе PlayStation. При рассмотрении версии PlayStation 3 Game of the Year edition рецензенты поняли, что большинство ошибок остались, сославшись на случайные вылеты и зависания, а также другие проблемы, которые требовали перезапуска игры. IGN привёл ошибки обеих изданий, назвав её «фантастической игрой», но предупредив игроков: «знайте, что вам, возможно, придется иметь дело с некоторыми сбоями и ошибками».